# Wojkowskyj
Wojkowskyj (ukrainisch Войковський – ukrainisch offiziell seit dem 12. Mai 2016 Kopani/Копані; russisch Войковский/Woikowski) ist eine Siedlung städtischen Typs in der Oblast Donezk im Osten der Ukraine mit etwa 1200 Einwohnern.
Zur gleichnamigen Siedlungsratsgemeinde zählt auch die Ansiedlung Obrisne (Обрізне).
Die Siedlung ist am Rande des Donezbecken, etwa 11 Kilometer südwestlich der Rajonshauptstadt Amwrossijiwka sowie 40 Kilometer südöstlich vom Oblastzentrum Donezk gelegen.
Der Ort entstand 1920 aus einer Ziegelei und trug bis 1938 den Namen Kopani (Копані), danach wurde er zu Ehren des sowjetischen Revolutionärs Pjotr Woikow auf den bis heute gültigen Namen umbenannt. Er besitzt seit 1940 den Status einer Siedlung städtischen Typs. Im Ort gibt es ein großes Ziegelwerk.
Seit Sommer 2014 ist die Siedlung als Folge des Krieges in der Ukraine in der Hand von prorussischen Separatisten der Volksrepublik Donezk.